# ریچل نیکولز (بازیگر)
ریچل نیکولز (به انگلیسی: Rachel Nichols) (زاده ۸ ژانویه ۱۹۸۰) بازیگر و مدل آمریکایی است. وی در سال‌های ۱۹۹۰ و همزمان با تحصیل در دانشگاه کلمبیا، روی به مدلینگ اورد. و از حدود ۲۰۰۰ به بعد نیز شروع به بازیگری کرد.
ریچل زاده شهر آگوستا در ایالت مین است. مادرش آلیسون نیکولز، و پدرش جیم نیکولز نام داشتند. شغل پدرش معلمی بود. او دانش‌آموخته دانشگاه کلمبیا در نیویورک است و در سال ۱۹۹۸ از این دانشگاه فارغ‌التحصیل شد.
از فیلم‌های معروف او می‌توان به فیلم جی.آی.جو: ظهور کبرا اشاره کرد.

## فیلم‌شناسی
فهرست برخی از فیلم‌هایی که ریچل نیکولز در آنها به ایفای نقش پرداخته‌است:
- جی.آی.جو: ظهور کبرا
- کونان بربر
- خشم
- جنگ چارلی ویلسون
- خواهری از سفر آرزوها ۲
- احیای قهرمان
- الکس کراس
- پاییز در نیویورک
- ذهن‌های مجرم (مجموعه تلویزیونی)
- سریال  تلویزیونی زنجیره
- نابودی